# Festuca trigenea
Festuca trigenea är en gräsart som beskrevs av Jean Jacques Vetter. Festuca trigenea ingår i släktet svinglar, och familjen gräs. Inga underarter finns listade i Catalogue of Life.